# بدينيل (كورنوال)
بدينيل (بالإنجليزية: Bodiniel)‏ هي قرية تقع في المملكة المتحدة في كورنوال.